# Yanina Wickmayer
Yanina Wickmayer (n. 20 octombrie 1989, Lier, Flandra, Belgia) este o jucătoare profesionistă de tenis din Belgia, semifinalistă la US Open în 2009. Cea mai bună clasare a carierei a fost locul 12 mondial. La momentul actual este pe locul 93 WTA. 

## Viața personală
A rămas orfană de mamă in copilărie. Prin 2014, aceasta a suferit de boala Lyme. În 2017, Wickmayer s-a căsătorit cu fostul fotbalist Jérôme van der Zijl.

## Legături externe
- en Site oficial Arhivat în 1 noiembrie 2020, la Wayback Machine.
- Yanina Wickmayer la Women's Tennis Association
- Yanina Wickmayer la International Tennis Federation
- Yanina Wickmayer pe site-ul Fed Cup